# Korop
Ne doit pas être confondu avec Korop (langue).
Korop, (en ukrainien : Короп), est une communauté urbaine située dans l'oblast de Tchernihiv situé dans le Nord de l'Ukraine. 
Korop est le centre administratif du raïon de Korop.
Son nom signifie carpe en ukrainien. La carpe est le symbole des armoiries et blason de Korop.
Au recensement de la population de 2006, Korop comptait 5 600 habitants.
L'artiste peintre Kirilo Glovatchevski (uk) et le révolutionnaire Nicolas Kibaltchitch, qui participa à l'attentat contre Alexandre II de Russie en mars 1881 et au cours duquel le tsar fut tué, naquirent à Korop.